# Скэтмэн Джон
Скэ́тмэн Джон (англ. Scatman John), также часто просто Скэтмэн; настоящее имя — Джон Пол Ларкин (англ. John Paul Larkin; 13 марта 1942, Эль-Монте — 3 декабря 1999, Лос-Анджелес) — американский джазовый музыкант и поэт, создавший уникальный стиль музыки, совмещающий в себе скэт и евродэнс.
Приобрёл широкую известность благодаря хиту 1994 года «Scatman (Ski Ba Bop Ba Dop Bop)». Поскольку он с детства страдал заиканием, свой успех Скэтмэн назвал «превращением своей самой большой проблемы в своё самое полезное качество». По всему миру были проданы миллионы его записей. В 1996 году Скэтмэн стал лауреатом немецкой музыкальной премии ECHO в номинации «Сингл года». Обладатель премии ASHA за выдающиеся заслуги перед сообществом заикающихся. В 1999 году Джон Пол Ларкин был принят в Зал славы Национальной Ассоциации поддержки заикающихся США.

## Биография
Джон Пол Ларкин родился 13 марта 1942 в Эль-Монте, Калифорния. Он страдал сильным заиканием с тех пор, как начал говорить, что сделало его объектом насмешек ровесников. Детство его было трудным. Даже на пике его популярности, в 1995 году, журналисты отмечали, что во время интервью Скэтмэн «с трудом может произнести предложение, при этом повторяя одну фразу как минимум шесть-семь раз». В 12 лет он начал изучать игру на фортепиано. В 14 лет Джон познакомился со стилем скэт, слушая записи в исполнении Эллы Фицджеральд, Луи Армстронга, прочих музыкантов. Фортепиано давало ему гораздо больше средств для самовыражения, чем разговорная речь. В интервью 1996 года он заметил: «Игра на пианино дала мне возможность говорить… Я прятался за пианино, потому что боялся разговаривать».
В 1970-х годах Ларкин стал профессиональным джазовым пианистом, в 1980-х участвовал во многих концертах в джазовых клубах Лос-Анджелеса. В 1986 году он выпустил под лейблом Transition альбом John Larkin, который в настоящее время является раритетом. Альбом не пользовался популярностью; сам Ларкин утверждал, что «сотни пластинок валялись дома в туалете». Примерно в это же время Джон пристрастился к алкоголю и наркотикам. Когда его друг, музыкант Джо Фарелл, у которого тоже были проблемы с наркотиками, умер от саркомы костей в 1986 году, Ларкин решил побороть свои привычки. В конечном счёте ему это удалось при поддержке жены, Джуди, которая также излечилась от алкогольной зависимости. «У тебя есть талант, — сказала она, — я сделаю из тебя человека».

### Рождение «Скэтмена»
В 1990 году Ларкин переезжает в Берлин. Изучив джазовую культуру города, он продолжает участвовать в концертах в качестве джазового пианиста на круизных кораблях и в барах по всей Германии. В это время Джон впервые решает добавить пение к своей игре, вдохновлённый стоячей овацией, которую он получил за исполнение песни «On the Sunny Side of the Street». Приблизительно тогда же его агент, Манфред Зарингер, работавший в датской компании Iceberg Records, предложил Джону смешать пение в стиле скэт с современными стилями евродэнс и хип-хоп. Ларкин согласился рискнуть, а идею Зарингера поддержала BMG Hamburg.
Главным образом Ларкин боялся того, что слушатели поймут, что он заикается, поэтому Джуди предложила ему сказать об этом прямо в его музыке. Работая с танцевальными продюсерами Инго Кэйсем и Тони Катанья, он записал свой первый сингл «Scatman (Ski Ba Bop Ba Dop Bop)», намереваясь при помощи этой песни помочь детям, страдающим заиканием, перебороть эту болезнь. С этого времени Ларкин начинает выступать под сценическим псевдонимом Скэтмэн Джон.

### Популярность
В 1995 году, в возрасте 52 лет, он становится всемирно известной звездой. Продажи его дебютного сингла вначале продвигались медленно, но постепенно достигли первого места во многих странах. По всему миру было продано более 6 миллионов экземпляров. Песня «Scatman (Ski Ba Bop Ba Dop Bop)», которая по всей Европе занимала в чартах высокие места, остаётся самым популярным и самым известным его произведением. Чуть позже последовала песня «Scatman’s World», достигшая 10 места в чарте UK Singles Chart, которая обрела хоть и меньший, но вполне значительный успех, было продано около миллиона копий.
По «горячим следам» успеха двух своих синглов Джон выпустил свой дебютный альбом, также озаглавленный Scatman’s World, который вошёл в топ-10 во многих странах, включая Германию, где он прожил с 1990 года несколько лет, а также Швейцарию, Финляндию и Норвегию, в результате чего было продано несколько миллионов копий альбома по всему миру. Скэтмэн организует концертные туры в странах Европы и Азии. «Когда я выступал в Испании, дети кричали пять минут подряд, я не мог начать петь», — рассказал он однажды.
Второй альбом Скэтмэна Джона, Everybody Jam!, вышел в 1996 году. Одноимённую песню с этого альбома, выпущенную 30 октября 1996 года, Джон посвятил своему кумиру Луи Армстронгу. Альбом приобрёл феноменальную популярность в Японии. Скэтмэн Джон стал таким популярным, что в японских магазинах стали продаваться игрушки, похожие на него, также он появился на телефонных картах и банках «Кока-колы». Японская версия альбома включала в себя 5 бонус-треков, в том числе «Su Su Su Super Kirei» и «Pripri Scat», которые были заказаны японскими компаниями для рекламы косметики и пудингов соответственно. Торговая марка Ultraman воспользовалась популярностью Скэтмэна, в результате вышел сингл «Scatultraman», на обложке которого был изображён Ультрамэн, держащий в руке шляпу с усами Скэтмэна.

### Последние годы
В 1999 году Скэтмэн Джон выпустил свой третий и последний альбом Take Your Time, спродюсированный Каем Маттиесеном (Mr. President, B-Charme, Crispy). С 1998 года Джон боролся со смертельной болезнью, но продолжал работать, несмотря на рекомендации уменьшить рабочую нагрузку. Позже ему поставили диагноз рак лёгкого и прописали химиотерапию. Тем не менее, Скэтмэн оставался оптимистом, говоря: «Всё, что угодно Богу, хорошо для меня… Я прожил очень хорошую жизнь. Я познал красоту».
Альбом был закончен в июне 1999 года. Несмотря на диагноз, Джон отправился в тур в поддержку своего последнего альбома. 26 ноября Скэтмэн потерял сознание прямо на сцене на одном из концертов. Певец умер на 58-м году жизни в своём доме в Лос-Анджелесе 3 декабря 1999 года. Его тело было кремировано, а прах развеян над океаном недалеко от города Малибу (штат Калифорния).

## Наследие
В 2022 году издательство Zwerchfell Verlag выпустило 248-страничный комикс с биографией артиста:
- Chi, J. Who’s the Scatman? :  [нем.]. — 2022. — ISBN 978-3-943547-62-7.

### Дискография
Альбомы
John Larkin
- 1986 — John Larkin - коммерческого выпуска нет, только винил
- 1990 — John Larkin Sings (выпущен только на кассете)
- 2001 — Listen to the Scatman (записан в 1990 г. выпущен посмертно в 2001 г.)

Scatman John
- 1995 — Scatman’s World
- 1996 — Everybody Jam![англ.]
- 1999 — Take Your Time[англ.]

Сборники альбомов
- Scat Paradise (EP) (1995, (выпущен только в Японии)
- Scatman (1999)
- The Best of Scatman John (2002, выпущен только в Японии)

Синглы
- 1994 — Scatman (Ski Ba Bop Ba Dop Bop)
- 1995 — Scatman’s World
- 1995 — Song of Scatland
- 1996 — Only You
- 1995 — Popstar (Promo сингл)
- 1996 —  Megamix '96
- 1996 — Everybody Jam!
- 1996 — Su Su Su Super Ki Re i[англ.]
- 1996 — Pripri Scat
- 1996 — Let It Go
- 1996 — Scatultraman
- 1998 — Scatmambo[англ.]
- 1999 — Take Your Time
- 1999 — The Chickadee Song
- 1999 — Ichi, Ni, San … Go!
- 1999 — I Love Samba
- 2001 —  Listen To The Scatman  (John Larkin)
- 2019 —  Scatman & Hatman (вместе с Лу Бега)

Сборники
- 1995 —   Scat Paradise (EP)  выпущен только в Японии
- 1999 —   Scatman
- 2003 — The Best of Scatman John  (выпущен только в Японии)

Видеоклипы
| Год  | Клип                                  | Режиссёр         |
| ---- | ------------------------------------- | ---------------- |
| 1994 | «Scatman (Ski Ba Bop Ba Dop Bop)»     | Kerstin Mueller  |
| 1995 | «Scatman’s World»                     | Martin Weisz     |
| 1995 | «Song of Scatland»                    | Martin Weisz     |
| 1996 | «Everybody Jam!»                      | Hannes Rossacher |
| 1996 | «Su Su Su Super Ki Re i»              |                  |
| 2019 | «Scatman & Hatman» (вместе с Лу Бега) |                  |

Саундтреки
- Steal the Base — в фильме Major League: Back to the Minors[англ.] 1998 года.